# Station Wetter (Ruhr)
Station Wetter (Ruhr) (Duits: Bahnhof Wetter (Ruhr)) is een spoorwegstation van de Duitse plaats Wetter (Ruhr). Het station ligt aan de spoorlijn Hagen – Dortmund.

## Treinverbindingen

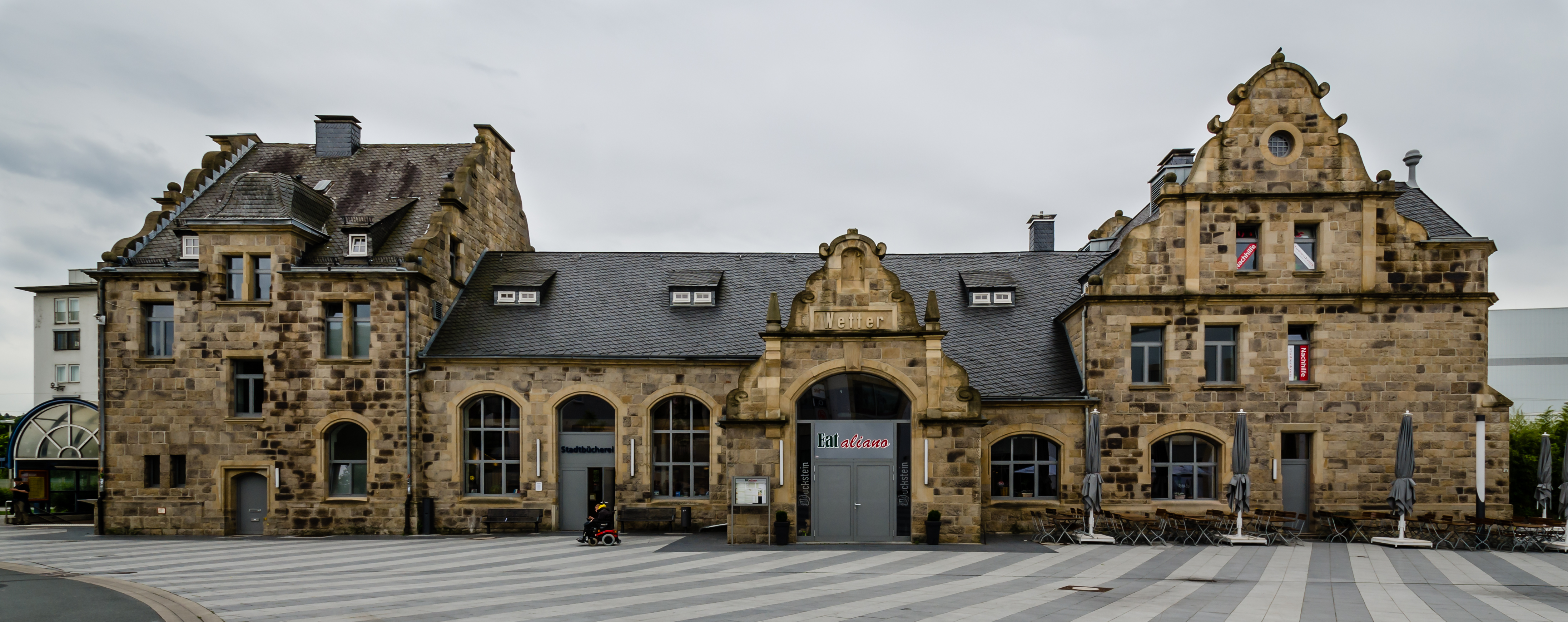
Stationsgebouw Wetter (Ruhr)

| Serie | Treinsoort                          | Route | Bijzonderheden    |
| ----- | ----------------------------------- | --- | ----------------- |
| RE 16 | Regional-Express (Abellio Rail NRW) | Essen Hbf – Bochum Hbf – Witten Hbf – Wetter (Ruhr) – Hagen Hbf – Hohenlimburg – Letmathe – [ Iserlohn ] / Werdohl – Kreuztal – Siegen | Ruhr-Sieg-Express |
| RB 40 | Regionalbahn (Abellio Rail NRW)     | Essen Hbf – Essen-Kray Süd – Wattenscheid – Bochum Hbf – Witten Hbf – Wetter (Ruhr) – Hagen-Vorhalle – Hagen Hbf                       | Ruhr-Lenne-Bahn   |
| S 5   | S-Bahn (DB Regio NRW)               | Dortmund Hbf – Witten-Annen Nord – Witten Hbf – Wetter (Ruhr) – Hagen Hbf                                                              |                   |